# 宋瑞樓
宋瑞樓（1917年8月6日—2013年5月26日），臺灣新竹縣竹東鎮客家人，臺灣醫學家，被譽為「台灣肝炎之父」，第一屆總統科學獎得主、第廿一屆醫療奉獻獎得主。

## 學生時期
宋瑞樓為1917年出生於新竹，有八個兄弟姊妹，名字為祖父宋六成所取。
宋瑞樓父親宋燕貽、叔叔宋燕翔皆為醫學校畢業，在竹東行醫，共用診療室，設有住院病床，有如現在小型綜合醫院。宋瑞樓回憶，父親行醫深受敬重，連日本人看到都會主動上前問安，也埋下他學醫的種子。
宋瑞樓學生時成績優異，為新竹中學校、臺北高等學校畢業，進入台北帝國大學醫學部。其同窗有第四屆醫療奉獻獎得主蔡深河。

## 學術生涯
宋瑞樓開始致力於肝病研究，是念台北帝大時從日籍教授研究報告中，發現臺灣人原發性肝癌多，激發他想到生化科研究，在二戰末期由日本教授吩咐他去研究肝機能檢驗。宋瑞樓的研究論文「肝病檢驗方法」，就是經由他的日本教授推薦，送到九州大學審議，獲得博士學位。
1946年，宋瑞樓擔任台大醫學院助教，後升任內科講師，該年11月父親逝世。父親是因家在摔倒過世後，當時家族與哥哥都希望宋瑞樓回竹東接父親的醫院，但他回竹東只看診五天，因想繼續研究肝病，便向母親宋邱金妹表明，獲得母親支持。
1952年，宋瑞樓赴芝加哥大學醫學中心進修消化系醫學，四個月後轉往杜克大學。當年做肝炎研究，除了抽血、還要驗病患大小便、抽胃液等，全是小醫師操刀，宋瑞樓前面兩位前輩因工作負擔重全都離職，宋瑞樓就一肩承擔，在1954年完成台灣第一例人體胃部檢查。傳統社會將肝病歸咎於勞累，他的肝炎血清研究，界定B型肝炎體液傳染途徑，基本上切斷了勞累與肝病的必然關係，同時也將分食概念帶進肝病預防領域，後來盛行的衛生筷與公筷母匙，都間接來自宋瑞樓的功勞。1965年，他建議將天冬氨酸氨基轉移酶與谷丙轉氨酶納入捐血篩檢項目，大幅降低輸血後肝炎。
陳定信父親在他大四那年罹患肝癌辭世，便師從宋瑞樓作肝炎研究。他回憶宋教授喜歡啟發學生，一旦犯錯或答案不適當，也不罵人，反而會怪自己，有位女同學曾被問哭了，老師就說不好意思，不是故意弄哭，但下次照樣問。
宋瑞樓支持畢思理為嬰兒施打台灣肝炎疫苗的構想。1981年，行政院通過衛生署「加強B型肝炎防治計畫」，成立肝炎防治委員會，宋瑞樓任主任委員。
1982年，宋瑞樓當選中研院院士。1986年的7月，臺灣全面施打新生兒B肝疫苗，中華民國成為全世界第一個新生兒全面施打肝炎疫苗的國家。1987年，自台大榮退，1990年任和信醫院院長。2006年8月5日，生日前一天，與門生陳定信、廖運範發表教科書《肝炎、肝硬化與肝癌》。
2013年5月26日辭世。

## 榮耀獎項
宋瑞樓被譽為「台灣肝炎之父」 、「台灣肝病之父」、「臺灣肝病研究之父」、「台灣消化內視鏡之父」。
2001年，獲頒第一屆總統科學獎。2011年，獲第廿一屆醫療奉獻獎特殊醫療貢獻獎。
2013年11月12日，臺灣第一個專治肝病、對經濟弱勢病患，視情況補貼交通及醫療費的門診中心成立，取名「好心肝服務中心」，由好心肝基金會董事長長許金川、國民黨榮譽主席吳伯雄扶著其姊吳芳英、也是宋瑞樓遺孀，共同為宋瑞樓銅像揭幕。2015年5月26日，宋瑞樓逝世兩周年之日，好心肝服務中心在台北市開幕，並舉行宋瑞樓紀念特展，由副總統吳敦義、吳伯雄等政要共同主持開幕典禮。

## 原生家庭
宋瑞樓的家族祖籍為廣東梅縣，為講四縣腔的客家人，來臺灣後住在苗栗頭份十寮坑，直到宋瑞樓父親到竹東開業，才遷居講海陸腔的竹東。
1948年，宋瑞樓與還在就讀台北第三高女的高中女生吳芳英結婚，那時才十八歲的吳芳英還未畢業，卻在父親吳鴻麟促成下完婚，生翠玲、文玲、慧玲三女、子克邦。獨子五歲時，在台大徐州路宿舍附近玩耍時摔入池塘，送到台大醫院急救不治。
大哥宋枝發是齒科醫師。《二二八事件新竹事變經過及處理情形報告書》指稱身為三民主義青年團竹東分團團長的宋枝發，為3月1日圍攻警署的首謀。他被捕後，經家人花了大筆錢才救回。

## 傳記書目
- 廖雪芳. . 天下雜誌. 2002  [2021-03-06]. ISBN 9570395567. （原始内容存档于2015-01-18）.